# Смолязька сільська рада
Смо́лязька сільська́ ра́да — адміністративно-територіальна одиниця та орган місцевого самоврядування в Борзнянському районі Чернігівської області. Адміністративний центр — село Смоляж.

## Загальні відомості
- Територія ради: 23,7 км²
- Населення ради: 410 осіб (станом на 2001 рік)

Смолязька сільська рада зареєстрована 1996 року. Стала однією з 26-ти сільських рад Борзнянського району і одна з 10-ти, яка складається з одного населеного пункту.

## Населені пункти
Сільській раді підпорядковані населені пункти:
- с. Смоляж

## Освіта
На території сільради діє Смолязька ЗОШ І-го ст.

## Склад ради
Рада складається з 12 депутатів та голови.
- Голова ради: Залозний Василь Володимирович
- Секретар ради: Миколенко Віра Іванівна

### Керівний склад попередніх скликань
| Прізвище, ім'я, по батькові   | Основні відомості                                                                       | Дата обрання | Дата звільнення |
| ----------------------------- | --------------------------------------------------------------------------------------- | ------------ | --------------- |
| Залозний Василь Володимирович | Сільський голова, 1964 року народження, освіта вища, член Соціалістичної партії України | 26.03.2006   | 31.10.2010      |
| Залозний Василь Володимирович | Сільський голова, 1964 року народження, освіта вища, член Партії регіонів               | 31.10.2010   |                 |

Примітка: таблиця складена за даними сайту Верховної Ради України

### Депутати
За результатами місцевих виборів 2010 року депутатами ради стали:

#### За суб'єктами висування
| Суб'єкт висування                                       | Кількість обраних депутатів | %   |
| ------------------------------------------------------- | --------------------------- | --- |
| Самовисування                                           | 6                           | 50  |
| Партія регіонів                                         | 3                           | 25  |
| Народна партія                                          | 1                           | 8,3 |
| Політична партія Всеукраїнське об'єднання «Батьківщина» | 1                           | 8,3 |
| Політична партія «Сильна Україна»                       | 1                           | 8,3 |

#### За округами
| № округу                                                | Прізвище, ім'я, по батькові | Дата визнання обраним | Освіта  | Партійна приналежність                        | Відомості про обраного депутата               |
| ------------------------------------------------------- | --------------------------- | --------------------- | ------- | --------------------------------------------- | --------------------------------------------- |
| Народна Партія                                          |                             |                       |         |                                               |                                               |
| 5                                                       | Сацюк Оксана Михайлівна     | 05.11.2010            | вища    | позапартійна                                  | сільська рада, касир рахівник                 |
| Партія регіонів                                         |                             |                       |         |                                               |                                               |
| 2                                                       | Карпенко Тетяна Григорівна  | 05.11.2010            | вища    | позапартійна                                  | Смолязька сільська рада, бухгалтер            |
| 3                                                       | Миколенко Віра Іванівна     | 05.11.2010            | вища    | позапартійна                                  | Смолязька сільська рада, секретар             |
| 11                                                      | Заєць Наталія Вікторівна    | 05.11.2010            | середня | позапартійна                                  | ТОВ «Диметра», касир                          |
| Політична партія Всеукраїнське об'єднання «Батьківщина» |                             |                       |         |                                               |                                               |
| 6                                                       | Саприга Василь Леонідович   | 05.11.2010            | вища    | член Всеукраїнського об'єднання «Батьківщина» | сільський БК, директор                        |
| Політична партія «Сильна Україна»                       |                             |                       |         |                                               |                                               |
| 8                                                       | Науменко Наталія Миколаївна | 05.11.2010            | середня | член Політичної партії «Сильна Україна»       | фельдшерсько-акушерський пункт, завідувачка   |
| Самовисування                                           |                             |                       |         |                                               |                                               |
| 1                                                       | Петренко Надія Михайлівна   | 05.11.2010            | середня | позапартійна                                  | Бобровський молокозавод, заготівельник молока |
| 4                                                       | Толпигіна Віра Яківна       | 05.11.2010            | середня | позапартійна                                  | ТОВ «Деметра», тваринник                      |
| 7                                                       | Гречка Людмила Миколаївна   | 05.11.2010            | середня | позапартійна                                  | УПСЗН, соцпрацівник                           |
| 9                                                       | Петренко Володимир Павлович | 05.11.2010            | вища    | позапартійний                                 | тимчасово не працює                           |
| 10                                                      | Приходько Іван Ігнатович    | 05.11.2010            | середня | позапартійний                                 | пенсіонер                                     |
| 12                                                      | Легеза Алла Михайлівна      | 05.11.2010            | вища    | позапартійна                                  | пенсіонер                                     |